# Böddenstedt (Salzwedel)
Böddenstedt ist ein Ortsteil der Hansestadt Salzwedel im Altmarkkreis Salzwedel in Sachsen-Anhalt.

## Geographie
Das Böddenstedt, ein Straßendorf mit Kirche, liegt etwa zwei Kilometer südwestlich der Kernstadt Salzwedel in der Altmark. Im Norden fließt die Salzwedeler Dumme. Nächster Nachbarort im Süden ist Kemnitz.

## Geschichte

### Mittelalter bis Neuzeit
Schon Jahre 1282 wurde die nördlich des Dorfes liegende Böddenstedter Mühle erwähnt. Die erste Erwähnung von Böddenstedt selbst stammt aus dem im Jahre 1321 als villam Bodenstede, als die Ritter Gebhard und Heinrich von Alvensleben das Dorf der Stadt Salzwedel überlassen. Im Jahre 1354 heißt es in villa Boddenstede. Im Landbuch der Mark Brandenburg von 1375 wird das Dorf als Bodenstede aufgeführt. Der Altstadt Salzwedel gehörten alle Rechte und die Mühle. Die Böddenstedter Mühle war eine Wassermühle. Weitere Nennungen sind 1541 Bodenstedt und 1687 Böddenstedt vor Saltzwedel.

### Böddenstedter Petersberg in der Sage der Wendenschlacht bei Kemnitz
Johann Friedrich Danneil überliefert 1859 die Sage „Die Wendenschlacht bei Kemmnitz“: Auf dem Hartschlag, einer Ackerbreite bei Kemnitz, einem Wendendorf südlich von Salzwedel, soll einst eine große Schlacht zwischen Wenden und Deutschen stattgefunden haben. Der Wendenfürst stand beim Böddenstedter Petersberg, an der Grenze zur Feldmark Kemnitz und als er die Schlacht zum Nachteil der Seinigen sich neigen sah. Da hieb er aus Verdruss mit seinem Schwert in den auf dem Petersberg liegenden Granitblock ein, der noch heute die Spuren des Hiebes an sich tragen soll.

### Andere Erwähnungen
Die Ersterwähnung aus dem Jahre 1112 bezieht sich auf Hohenböddenstedt, wie der Historiker Peter P. Weigelt erläutert. Die Angaben von Hermes und Weigelt und Wilhelm Zahn sind eine Verwechslung.

### Eingemeindungen
Ursprünglich gehörte das Dorf zum Salzwedelischen Kreis der Mark Brandenburg in der Altmark. Zwischen 1807 und 1813 lag es im Stadtkanton Salzwedel auf dem Territorium des napoleonischen Königreichs Westphalen. Ab 1816 gehörte die Gemeinde zum Kreis Salzwedel, dem späteren Landkreis Salzwedel.
Am 20. Juli 1950 wurde die Gemeinde Böddenstedt aus dem Landkreis Salzwedel in die Stadt Salzwedel eingemeindet.

### Einwohnerentwicklung
| Jahr | Einwohner |
| ---- | --------- |
| 1734 | 090       |
| 1774 | 101       |
| 1789 | 128       |
| 1798 | 110       |
| 1801 | 113       |
| 1818 | 123       |
| 1840 | 178       |
| 1864 | 197       |

| Jahr | Einwohner |
| ---- | --------- |
| 1871 | 186       |
| 1885 | 166       |
| 1892 | [00]158   |
| 1895 | 153       |
| 1900 | [00]138   |
| 1905 | 131       |
| 1910 | [00]144   |
| 1925 | 161       |

| Jahr | Einwohner |
| ---- | --------- |
| 1939 | 139       |
| 1946 | 256       |
| 1993 | [00]169   |
| 1995 | [00]242   |
| 2000 | [00]530   |
| 2005 | [00]486   |
| 2010 | [00]438   |
| 2014 | [00]425   |

| Jahr | Einwohner |
| ---- | --------- |
| 2015 | [00]423   |
| 2020 | [00]390   |
| 2021 | [0]385    |
| 2022 | [0]395    |
| 2023 | [0]381    |

Quelle, wenn nicht angegeben, bis 1946:

## Religion
Die evangelische Kirchengemeinde Böddenstedt gehörte früher zu Pfarrei St. Marien- und Mönchskirche in der Altstadt Salzwedel und gehört heute zum Pfarrbereich Salzwedel–St. Marien im Kirchenkreis Salzwedel im Bischofssprengel Magdeburg der Evangelischen Kirche in Mitteldeutschland.

## Kultur und Sehenswürdigkeiten
- Die evangelische Dorfkirche St. Stephan in Böddenstedt ist ein kleiner spätgotischer Feldsteinsaal mit halbkreisförmigem Ostschluss und einem flachbogigen Backsteinportal in einer Spitzbogennische der Südseite. Vor der Westseite steht ein jüngerer hölzerner Glockenturm. 1936 wurden spätgotische Wandmalereien freigelegt,[1] deren Restaurierung noch nicht erfolgt ist. Zwei mittelalterliche Glocken aus der Zeit um 1300 und um 1484 blieben erhalten.

### Vereine
Der Förderverein Dorfkirche St. Stephan Böddenstedt e. V. wurde im Jahre 2017 aufgelöst.